# Trouw
Trouw (deutsch „Treue“) ist eine niederländische überregionale Tageszeitung mit Redaktionssitz in Amsterdam. Sie wurde 1943 zunächst als illegale Untergrundzeitung gegründet und erscheint seit 1975 im Medienkonzern De Persgroep Nederland (bis 2009 „PCM Uitgevers“). Im ersten Quartal 2008 betrug die bezahlte Auflage der Zeitung 93.524 Exemplare. Chefredakteur ist seit 2013 Cees van der Laan.

## Geschichte

### Dilettantismus zu Zeiten der puritanischen 1950er Jahre
Die Zeitung wurde 1943 während der deutschen Besatzung im Zweiten Weltkrieg als protestantische Untergrundzeitung gegründet. Obwohl fast 120 Mitarbeiter während dieser Jahre hingerichtet wurden, war es bis zum Kriegsende möglich, monatlich mehrere Ausgaben herauszubringen. Nach dem Zweiten Weltkrieg wurde beschlossen, Trouw als Tageszeitung weiterzuführen. Sie wurde damit zum inoffiziellen Nachfolger des von der Antirevolutionären Partei herausgegebenen De Standaard, war allerdings im Gegensatz zu diesem keine Parteizeitung mehr, sondern nur noch der protestantischen ARP politisch nahestehend. Erster Chefredakteur wurde Sieuwert Bruins Slot, der in seiner Eigenschaft als Fraktionsmitglied (ab 1956 auch als Fraktionsvorsitzender) der ARP im niederländischen Unterhaus die Parteinähe vorerst zusätzlich garantierte.
Bis zum Ende der 1950er Jahre hinkte Trouw anderen überregionalen Zeitungen qualitativ deutlich hinterher. Die Redakteure fungierten als „Mädchen für alles“, was schon einmal zur Folge hatte, dass sie über Themen schrieben, mit denen sie nicht vertraut waren, auch mangelte es an einzelnen profilierten Redakteuren, die anderswo zum Renommee beitrugen. Eine Einteilung in Rubriken kannte die Zeitung, die recht bieder und puritanisch daherkam, zu jener Zeit noch nicht. Abgesehen davon, dass besagter Puritanismus die Berichterstattung über Theater, Tanz und andere Vergnügungen einschränkte, führte auch das streng zu beachtende sonntägliche Ruhegebot zu Problemen wie zum Beispiel beim Sonntagssport, wo manchmal geradezu Verrenkungen und nachträgliche Rechtfertigungen nötig waren, um überhaupt darüber berichten zu können.
Bruin Slot ließ sich während dieser Zeit eher wenig in der Redaktion sehen und überließ das Tagesgeschäft dem Redaktionsleiter und den Ressortchefs. Letztere bestanden zum Teil aus konfessionell ungebundenen früheren Mitarbeitern der Tageszeitung De Telegraaf, die aufgrund des bis 1949 geltenden Verbotes dieser Zeitung zu Trouw gekommen waren. Trouw musste sich zu jener Zeit aufgrund Personalmangels auch mit Journalisten verstärken, die eigentlich aus der Leserschaft fernstehenden Zeitungen stammten, wobei ironischerweise gerade die Telegraaf-Journalisten in ihrer neuen Funktion aus Vorsicht ihrer neuen Leserschaft gegenüber einen orthodoxeren Kurs fuhren als ihre Kollegen.

### Geistig-politische Öffnung und Professionalisierung in den 1960er Jahren
Anfang der 1960er Jahre setzte eine Reihe von tiefgreifenden Veränderungen ein. Mitte 1961 begann die oft als Bekehrung bezeichnete Abwendung Bruin Slots von der christlichen Rechten, als er recht plötzlich von seiner Abwehrhaltung einer Übergabe Westneuguineas an Indonesien abrückte und Verhandlungen anmahnte. Dies wurde von einem Teil der Leser nicht mitvollzogen, 2.500–3.000 Abonnements gingen allein durch diesen Kurswechsel verloren. Im Dezember 1963 kam es zu einem aufsehenerregenden Seitenaustausch mit der südafrikanischen Zeitung Die Burger, in dem es um die Apartheidsfrage ging. Die im Unterschied zu Die Burger vertretene Kontrahaltung der Apartheid gegenüber verstärkte sich noch anlässlich der 1964 erfolgten Verurteilung von Nelson Mandela zu lebenslanger Haft. Der Abstempelung Mandelas als Terrorist wurde von Bruin Slot energisch widersprochen, er zog hierbei eine Analogie zu niederländischen Widerstandskämpfern zu Zeiten der deutschen Besatzung. Der Seitenaustausch wurde im November 1964 wiederholt. Trouw machte sich durch diese Aktion in Südafrika einen Namen und wurde zu einer Anlaufstelle von in die Niederlande gekommenen Dissidenten. Die Zeitung war auch ein vehementer Gegner des Vietnamkrieges, was früher nicht so ausgesprochen worden wäre, galten die Amerikaner doch als Befreier der Niederlande. Auch in der vorgenannten Apartheidsfrage hatte die Zeitung früher eine Position vertreten, dass diese ein notwendiges Übel sei.
In den 1960er Jahren wurde auch auf eine Professionalisierung der Zeitung hingewirkt. Der spätere Chefredakteur Jaap de Berg führte 1962 eigenmächtig erstmals Rubriken ein; die mit der 1966 erfolgten Gründung der „School voor Journalistiek“ in Utrecht begonnene Forcierung der journalistischen Ausbildung kam auch der Zeitung zugute, die aus solchen Kaderschmieden selbst neues Personal rekrutieren konnte. Es gab mehr Reportagen, Interviews und „human interest“-Geschichten als früher. Die rollenklischeebehaftete Frauenseite „Trouw voor de vrouw“ wurde durch Cisca Dresselhuys, der späteren Chefredakteurin der feministischen Zeitschrift Opzij, schließlich abgeschafft, stattdessen kamen nun in vermehrtem Maße feministische Artikel ins Blatt. Die deutlich nach links gerückte, verjüngte Redaktion entfernte sich dadurch jedoch weiter von der häufig eher konservativen Leserschaft, der Spagat zwischen konservativen und fortschrittlichen Inhalten machte der Zeitung erkennbar mehr zu schaffen als anderen Blättern wie beispielsweise dem Volkskrant, der sich zu dieser Zeit konsequent von seiner Vergangenheit zu lösen begann. Die folgende Entwicklung sollte der Zeitung im kommenden Jahrzehnt mit einer ständig fallenden Auflage große Sorgen bereiten.

### Die 1970er Jahre, das Jahrzehnt der Fusionen
Zu Anfang der 1970er Jahre sah sich der Herausgeber der Zeitung, die „Stichting Christelijke Pers“ (Stiftung Christliche Presse), dazu genötigt Trouw mit den sogenannten Quartettblättern, vier regionalen südholländischen Zeitungen, im Einzelnen De Rotterdamemer, Nieuwe Haagse Courant, Nieuwe Leidse Courant und Dordts Dagblad, zu fusionieren. Im Gegensatz zu Trouw waren letztere protestantisch-orthodox geblieben, sodass es mittlerweile einen großen Kulturunterschied zwischen den Redaktionen gab. Auch die jeweiligen Chefredakteure stellten sich gegen die Fusion, die dann im Februar 1971 allerdings doch durchgeführt wurde. Die meisten Redakteure der Quartettblätter mussten nach Amsterdam wechseln, wo es zu Spannungen kam – Redakteure der Quartettblätter beklagten sich etwa über die herablassende Behandlung seitens ihrer neuen Kollegen. Die Quartettblätter blieben zumindest ihrem Namen nach zunächst bestehen, bei allen Vieren fand sich unter dem alten Titel von nun an der Inhalt von Trouw, ergänzt durch regionale Seiten. Ab Februar 1975 wurde bei den Quartettblättern der alte Name zu einer Unterüberschrift des nun allgemeinen Namens Trouw, bis im Herbst 1982 durch die Streichung der Unterüberschriften die letzten äußerlichen Reste der Quartettblätter verschwanden.
Die neue Zeitung, die die Leser der Quartettblätter nun bekamen, fand bei diesen häufig keinen Gefallen. Ob Kultur, Kirche oder Sport (mittlerweile gab es bei Trouw auch Sonntagssport, Boxen und Autorennen waren allerdings noch tabu), dies war nicht mehr ihre alte Zeitung, sodass es (wieder einmal) zu einer Reihe von Abonnementkündigungen kam. Ausschlaggebend war auch die 1972 erfolgte Einführung einer Kirchenseite, womit zwar solche Themen nun einen offiziellen Platz erhielten, jedoch nun nicht mehr im vorderen Teil der Zeitung. Im Jahr zuvor war das Reformatorisch Dagblad gegründet worden, das von da an die orthodox-protestantische Leserschaft bediente.
Zu dieser Zeit endete die Ära Bruins Slot, er wurde 1972 durch Jenze Tamminga ersetzt, einem Mann aus der ARP-Parteizentrale, der über keinerlei journalistische Erfahrung verfügte. Bereits zu seiner Vorstellung wurde der Redaktion auseinandergesetzt, dass Tammingas Stärken eher im Organisatorischen zu sehen waren; so machte er sich auch in der Folgezeit keinerlei journalistischen Namen, verteidigte allerdings trotz seiner Herkunft einen eigenständigen, nicht an eine Partei gebundenen Weg der Zeitung. Die in den 1960er Jahren eingesetzte Entwicklung war nicht mehr zurückzudrehen, eine Nähe zur ARP bestand zwar noch immer, dennoch näherte sich die Zeitung dem Grad der Ausprägung einer politischen Richtung an, der sich auch bei anderen Tageszeitungen findet.

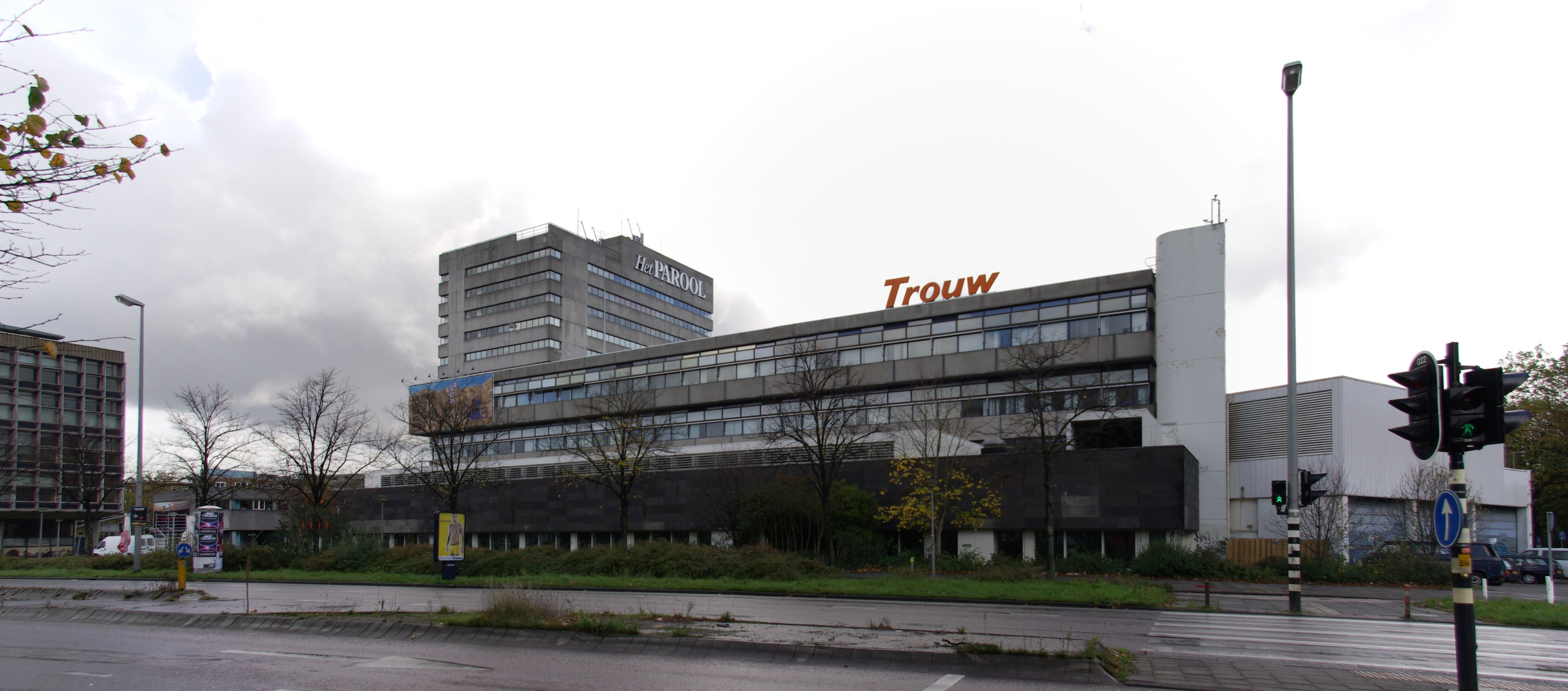
Die ehemaligen Verlagsgebäude von Trouw und Het Parool in der Amsterdamer Wibautstraat, 2009

Aufgrund der immer noch ungünstigen finanziellen Entwicklung trat Trouw zum Jahresbeginn 1975 der „Perscombinatie“ bei, dem 1968 gegründeten Gemeinschaftsunternehmen von Het Parool und de Volkskrant. Hierzu zog die Zeitung von der alten Fleet Street der Niederlande, dem Voorburgwal, zur Wibautstraat, die damit zur neuen Amsterdamer Zeitungsstraße avancierte. Bereits 1973 hatte es Gespräche mit der Volkskrant gegeben, eine gemeinsame Rumpfzeitung zu bilden. Der erste Teil wäre für beide gleich gewesen, in einem zweiten Teil hätten beide Zeitungen jeweils für sich alleine wieder ihre eigenen Inhalte eingebracht. Dieser Plan wurde aufgrund der zu großen Unterschiede beider Zeitungen wieder aufgegeben.

### Die 1980er Jahre, Ausbruch aus der Konzeptlosigkeit
Anfang der 1980er Jahre präsentierte sich Trouw konzept- und führungslos. Dies führte 1981 zu einer Formierung einer Leitungskommission, der unter anderem der stellvertretende Chefredakteur Jan Kuijk angehörte und die Tamminga die Redaktionsleitung faktisch entriss, obwohl dieser zunächst noch offiziell Chefredakteur blieb. In den folgenden Jahren wurde das Layout und die Seitenaufteilung umgestellt, des Weiteren begab sich die Kommission auf eine Suche nach einem Nachfolger (zunächst war ein Co-Chefredakteur geplant) für Tamminga. Dieser wurde 1984 schließlich in der Person von Jan Greven gefunden, einem Theologen und damaligen Direktor der Rundfunkanstalt „Interkerkelijke Omroep Nederland“ (IKON). Greven entschied sich dazu, weder die eine Fraktion, die eine konservative Zeitung machen wollte, noch die andere, die in den Fahrwassern der Volkskrant wildern und am liebsten die Kirchenseite abschaffen wollte, zu unterstützen, sondern setzte auf den Mittelweg der dritten Fraktion, die eine zugleich moderne und nicht der Tradition entfremdete Tageszeitung machen wollte. Ende der 1980er Jahre wurde die Samstagsbeilage „Letter & Geest“ geschaffen, die auch wegen ihres kontroversen Eigenlebens innerhalb der Zeitung bekannt wurde.

### Radikale Umkonzeptionierung in den 1990ern
In einer zu Anfang der 1990er Jahre durchgeführten Analyse kam Jaap de Berg, der 1962 bereits die Rubriken eingeführt hatte, zum Schluss, dass die Überalterung der Leserschaft schließlich das Ende der Zeitung bedeuten könnte. Zusammen mit dem Layouter Erik Terlouw entwarf er daraufhin ein völlig neues Konzept der Zeitung und die Aufteilung in einen Nachrichten- und einen Hintergrundteil. Die bisher an einem bestimmten Tag in der Woche erscheinenden thematischen Beilagen sollten unter der ganzen Woche auf die Hintergrundbeilage verteilt werden, diese sollte zudem im Tabloid-Format erscheinen. Dieses Konzept wurde zunächst abgelehnt. Ein Grund hierfür war, dass durch das Tabloid-Format bei ganzseitigen Anzeigen aufgrund der verringerten Größe Anzeigenverluste die Folge gewesen wären.
Mit dem Abtritt von Greven war jedoch der Weg für die Veränderung frei, denn De Berg war, nachdem er schon 1972 die Nachfolge von Bruin Slot und 1982 die von Tamminga abgelehnt hatte, endlich bereit, Chefredakteur zu werden. Ein Grund für seine Berufung, die auf De Bergs Wunsch auf vier Jahre begrenzt war, lag auch darin, dass der zusammen mit De Berg angetretene neue Co-Chefredakteur Frits van Exter als erster Chefredakteur der Zeitung keiner Kirche angehörte, was wohl ein zu radikaler Umbruch gewesen wäre. Zum Jahresanfang 1999 erschien schließlich die neue Trouw mit ihrer Untergliederung in einen Nachrichten- und einen Hintergrundteil; letzterer trägt den Namen „De Verdieping“ (die Vertiefung). Die Umstellung fand dann auch tatsächlich große Beachtung. 2001 wurde die Zeitung zusammen mit der portugiesischen Tageszeitung Diário de Notícias im Rahmen des „European Newspaper Award“ als schönste Tageszeitung Europas ausgezeichnet.

### Trouwim Zeitalter des Internets und der Gratiszeitungen
Die seit 1999 erscheinenden Gratiszeitungen und das Internet sind, bei allem Echo für das neue Format, eine harte Konkurrenz, der sich auch Trouw schließlich stellen musste. War im ursprünglichen Plan von De Berg nur die Hintergrundbeilage im Tabloid-Format vorgesehen, stieg die Zeitung 2004 letztendlich komplett auf das Format um, das ein Jahrzehnt zuvor noch unter anderem aufgrund der befürchteten Verluste bei den Anzeigeneinkünften abgelehnt worden war.
Die Rubrik „Letter & Geest“ hatte nun schon seit einiger Zeit einen auch intern umstrittenen Status als politisch unkorrekter Teil, der neben dem Puls der Zeitung schlug und in Themen wie Multikulturalismus und politischer Islam eine Abwehrhaltung einnahm. Hierüber kam es zu einem Konflikt zwischen der Chefredaktion und dem Leiter der Rubrik Jaffe Vink, der daraufhin Mitte 2006 die Zeitung verließ und die seit Januar 2007 erscheinende Meinungszeitschrift Opinio gründete.
Aufgrund des zeitweiligen Einstiegs des Investmentunternehmens Apax bei PCM Uitgevers, wie „Perscombinatie“ von 1994 bis 2009 hieß, mussten 2006 weitere Stellen gestrichen werden. Die zum Jahrtausendwechsel stabilisierte, sogar leicht gestiegene Auflage fiel anschließend wieder. 2007 verließ van Exter – aufgrund der zeitlich begrenzten Einsetzung von De Berg seit 2002 alleiniger Chefredakteur – die Zeitung und wurde durch den bisherigen Leiter des Wirtschaftsressorts Willem Schoonen ersetzt.

### Internet
- 1999 – im Januar geht die Zeitung online, sie ist damit deutlich später am Start als die Schwesterzeitungen de Volkskrant und Het Parool
- 2004 – im September werden RSS-Web-Feeds zum Bestandteil der Homepage
- von Oktober 2006 bis Ende Februar 2011 wurde über Trouw-tv eine wöchentliche Videosendung über ein bestimmtes Thema verbreitet

### Bisherige Chefredakteure
| Jan Bruins Slot               | 1945–1971 |
| Jenze Tamminga                | 1972–1984 |
| Jan Greven                    | 1984–1997 |
| Frits van Exter, Jaap de Berg | 1998–2002 |
| Frits van Exter               | 2002–2007 |
| Willem Schoonen               | 2007–2013 |
| Cees van der Laan             | 2013–     |

### Bekannte und/oder die Zeitung prägende Redakteure und Mitarbeiter
Trouw hat in weniger starkem Maße als die auflagestärkeren (späteren) Schwesterzeitungen NRC Handelsblad und de Volkskrant Starjournalisten und -kolumnisten vorweisen können. Einige Journalisten, die in den Niederlanden später zu großer Bekanntheit und/oder Bedeutung kommen sollten, haben jedoch bei Trouw ihre Karriere begonnen und die Wichtigkeit ihrer Lehrjahre dort betont:
- Cisca Dresselhuys, später Chefredakteurin bei der feministischen Zeitschrift Opzij, arbeitete von 1961 bis 1981 für die Zeitung und prägte die Frauenseite mit. 1997 erhielt sie das Angebot Jan Greven als Chefredakteur zu beerben und damit erster weiblicher Chefredakteur einer niederländischen überregionalen Tageszeitung zu werden, schlug dieses jedoch aus.
- Piet Hagen, ehemaliger Chefredakteur des Fachorgans De Journalist und ehemaliger Dozent an der bedeutenden School voor Journalistiek, startete 1967 seine journalistische Laufbahn bei Trouw.

## Auflagenentwicklung
Bis zum Jahr 1971 schwankte die verkaufte Auflage um einen Wert von etwa 200.000. War schon das Algemeen Dagblad Ende der sechziger Jahre an Trouw vorbeigezogen, so galt dies nun auch für de Volkskrant. Die Auflage fiel zunächst rapide auf einen Wert von etwa 150.000 im Jahr 1975, setzte ihren Abwärtstrend von da an etwas langsamer fort und konnte sich erst 1985 auf einen Wert von knapp über 120.000 stabilisieren. Das 1999 eingeführte neue Konzept führte sogar zu leichten Auflagensteigerungen, dafür gab es nun eine verstärkt auftretende Konkurrenz in Form des Internets und des seit Juni 1999 erscheinenden Ablegers der schwedischen Gratiszeitung metro. 2004 unterschritt die Auflage mit 96.096 verkauften Exemplaren erstmals die 100.000er Marke.
Am 29. August 2020 erschien erstmals das Lifestyle-magazin Tijdgeest (dt. Zeitgeist), eine Zusammenführung der älteren Wochenendbeilagen Publikationen Letter & Geest (ab 1989) und Tijd (ab 2009).
| Verkaufte Auflage |         |        |        |        |         |
| Jahr              | 2000    | 2005   | 2010   | 2015   | 2020    |
| Auflage           | 105.196 | 97.986 | 93.722 | 89.957 | 106.709 |

## Zeitungsenten
Der Dilettantismus der 1950er Jahre zeigt sich auch in einer Geschichte aus der Frühzeit des späteren Chefredakteurs Jaap de Berg. Damals hatte er für ein Fußballspiel zwischen Feyenoord Rotterdam und einer brasilianischen Mannschaft zum ersten Mal ein Fußballstadion betreten. Als es zum Ende des Spiels 3:2 für Feyenoord stand, fragte er einen Ordner, ob noch etwas passieren würde, denn der Abgabetermin für die Ausgabe des kommenden Tages rückte näher. Der Ordner verneinte dies, worauf De Berg das Stadion verließ und den Stand von 3:2 als Endergebnis wiedergab. Die Brasilianer hatten anschließend allerdings doch noch den Ausgleich geschafft, was so auch in den anderen Zeitungen stand und De Berg am nächsten Tag die Schamesröte ins Gesicht trieb.
2013 meldete Trouw, dass Aldi europaweit Waren aus israelischen Siedlungen boykottiere. Auf Nachfrage von Peter Finkelgruen bezeichnete Aldi diese Meldung als „Gerücht“ und entschuldigte sich dafür, eine allgemeine Vorgehensweise zu Produkten aus diesen Siedlungen gebe es im Konzern nicht. Die Zeitungsente wurde in den niederländischen Medien zwar dementiert, kursiert aber dennoch im Internet.